# 31978 Jeremyphilip
31978 Jeremyphilip è un asteroide della fascia principale. Scoperto nel 2000, presenta un'orbita caratterizzata da un semiasse maggiore pari a 2,3679488 UA e da un'eccentricità di 0,1789776, inclinata di 2,02124° rispetto all'eclittica.